# X-Men (film)
X-Men är en amerikansk superhjältefilm som hade biopremiär i USA den 14 juli år 2000, regisserad av Bryan Singer. Filmen är baserad på den amerikanska superhjälteserien X-Men, och är den första delen i X-Men-filmserien.

## Handling
Filmen kretsar kring mutanter; personer med särskilda muterade egenskaper. Eftersom mutanterna har dessa krafter är de hatade och fruktade av "normala" människor. Professor Charles Xavier är en sådan mutant. Han driver en specialskola där han undervisar andra mutanter. Han gör allt för att mutanter och människor ska kunna leva tillsammans. Däremot motarbetas han av sin gamle vän Erik Lehnsherr, även känd som Magneto. Magneto har som barn varit i ett koncentrationsläger styrt av nazisterna. Han har med egna ögon sett vad människor kan göra. Av rädsla för att detta öde inte ska drabba andra mutanter vill han starta krig och erövra världen. 
Tonåringen Marie D'Ancanto (smeknamnet Rogue) rymmer hemifrån när hon visar sig vara en mutant. Hon absorberar andras energi när hon rör personer. I Kanada möter hon en annan mutant kallad Wolverine som förtjänar sitt uppehälle genom burslagsmål. Under en attack blir de räddade av Cyclops och Storm. De tar Wolverine och Rogue med sig till Professor X där de lär sig om professorns skola och hans team av studenter som kallas X-Men. Samtidigt blir Senator Kelly kidnappad av Mystique och Toad. De tar honom till Magneto, som använder honom för att testa sitt senaste vapen: en maskin som förvandlar människor till mutanter.

## Rollista (i urval)
| Patrick Stewart  | – Charles Xavier / Professor X        |
| Hugh Jackman     | – James "Logan" Howlett / Wolverine   |
| Ian McKellen     | – Erik Lehnsherr / Magneto            |
| Halle Berry      | – Ororo Munroe / Storm                |
| Famke Janssen    | – Jean Grey / Phoenix                 |
| James Marsden    | – Scott Summers / Cyclops             |
| Anna Paquin      | – Marie D'Ancanto / Rogue             |
| Rebecca Romijn   | – Raven Darkholme / Mystique          |
| Tyler Mane       | – Victor Creed / Sabretooth           |
| Ray Park         | – Mortimer Toynbee / Toad             |
| Bruce Davison    | – senator Robert Kelly                |
| Shawn Ashmore    | – Bobby Drake / Iceman                |
| Alexander Burton | – John Allerdyce / Pyro               |
| Katrina Florece  | – Jubilation Lee / Jubilee            |
| Sumela Kay       | – Katherine "Kitty" Pryde / Shadowcat |
| Amy Leland       | – Cerebro (röst)                      |
| Stan Lee         | – varmkorvförsäljare (cameo)          |